# Vinica, Črnomelj
Vínica je naselje v Sloveniji in sedež istoimenske krajevne skupnosti Občine Črnomelj. V vasi, na Kolpi, je bil do vstopa Hrvaške 1. januarja 2023 v skupno schengensko območje, ko je bila mejna kontrola po 32. letih ukinjena, tudi mejni prehod Vinica.

## Zgodovina
Okolica Vinice je bila poseljena že v prazgodovini, ko je nastalo gradišče na hribu Šlemine nad današnjo vasjo. V času starejše železne dobe je bila naselbina povezana s t. i. Dolenjsko skupino, v mlajši železni dobi pa je tukaj prevladalo prebivalstvo japodskega značaja. Z uničenjem Japodov v letu 35 pr. n. št. in padcu bližnjega Metula je tudi območje Vinice postalo del rimskega imperija. Staro gradišče na Šleminah je bilo zapuščeno, nova manjša rimska središča pa so nastala ob vznožju nekdanjega japodskega središča. Rimsko poselitev se opaža do časa pozne antike, ko je bilo to območje zapuščeno.
Slovani so naselili območje najverjetneje že po 7. stoletju, ko so nastale vasi z imeni rastlinskega izvora: Vinica, Drenovec in Hrast. Bližnje vasi Golek in Ogulin, kakor pričajo imena, pa so nastale za časa srednjeveške kolonizacije. Do začetka 13. stoletja je kot največja vas obveljala Vinica, kjer je bila še pred 1228 postavljena cerkev sv. Križa.
Največji fevdalni posestniki na Vinici so bili gospodje Semeniči, ki so držali vas in trg vse do 1602, drobce posesti pa še pozneje. Nagli razvoj Vinice se opaža v času 15. stoletja, ko je bila postavljena kapela sv. Katarine, konec stoletja pa tudi grad Vinica. Trg Vinica je prvič omenjen leta 1500 njegov nastanek pa je rezultat postavitve tabora v času med 1478-1500, ki je okoliškemu prebivalstvu nudil varnost, saj je ravno poleg Vinice tekla ena izmed turških vpadnih poti.
Čas 17. in 18. stoletja je bil čas nazadovanja trške naselbine in podelitev trškega privilegija leta 1795 ni zadržala nazadovanja naselbine na raven vasi.
Leta 1880 je Vinica štela 48 hiš in 284 prebivalcev, župnišče in ljudsko šolo. Osem let pozneje je trg povsem pogorel, kar je skupaj s trtno ušjo močno povzročilo izselitev precejšnjega dela prebivalstva. Leta 1910 tako najdemo skorajda enako naselbino z 59 hišami in 306 prebivalci.

## Izvor krajevnega imena
Slovenski občnoimenski pomen vinica, kot ga navaja M. Pleteršnik, je 'vinska klet.' Krajevno ime je lahko izpeljano neposredno od tod, čeprav se zdi bolj verjetno, da vsaj delno odseva neki starejši, danes na Slovenskem pozabljen pomen, povezan z gojenjem trte in pridelavo vina, morda prvotno vínьnica, 'vinska gorica, vinoroden kraj', kar se ohranja npr. v poljščini winica 'vinograd'. Krajevna imena enakega izvora so znana tudi hr., srb. Vìnica, mak. Vinica in češ. Vinice.

## Pomembnejši objekti
- V vasi se nahaja cerkev sv. Križa iz prve polovice 13. stoletja, ki pa je od leta 1268 sedež Župnije Vinica. V osnovi je gotska stavba iz začetka 16. stoletja in je bila v prvi polovici 18. stoletja prezidana v baročnem stilu.
- Vinica je tudi rojstni kraj slovenskega pesnika in prevajalca Otona Župančiča. V rojstni hiši je urejena Županičičeva spominska soba.
- Nad Vinico je vzpetina Žeželj, kjer je Marijina romarska cerkev, do katere vodi 14 kapel križevega pota.
- Bencinska črpalka, trgovina, pošta
- Pri mostu čez reko Kolpo je mednarodni mejni prehod.
- V vasi stoji spomenik posvečen Viniški republiki, ki so jo leta 1919 razglasili Viničani in okoličani. Republiko je že po treh dneh zadušilo orožništvo in vojska.